# Sylvestre Naah Ondoua
Sylvestre Naah Ondoua, né le 1er juin 1943 à Mfou au Cameroun et mort le 11 janvier 2022 à Paris en France, est un homme d'État camerounais.

## Biographie

### Enfance, formation et débuts
Sylvestre Naah Ondoua naît le 1er juin 1943 à Nkolmevah par Mfou dans la région du Centre au Cameroun. Il reçoit le concours de l’École nationale d'administration et de la magistrature du Cameroun, il y fréquente.
Il commence sa carrière en 1972 en tant que cadre au ministère de l'Economie et du Plan. Il y devient délégué provincial dans le Littoral.

### Carrière
En 1977, il rejoint les services du premier ministre en qualité de directeur adjoint des affaires économiques et techniques et y devient chargé de mission. En janvier 1983, une nomination le place directeur général adjoint du Crédit foncier du Cameroun. Il y occupe le poste de directeur général jusqu’en 1997. De décembre 1997 à août 2002, il est ministre de l’Environnement et des Forêts devenu ministère de l'Environnement, de la Protection de la nature et du Développement durable,. Il est également président du conseil des ministres membres de la Commission des Forêts d'Afrique Centrale (COMIFAC).
Il est membre du Rassemblement démocratique du peuple camerounais,.
Lors des premières élections sénatoriales du 14 avril 2013, il est sénateur dans la région du Centre,. Il occupe la fonction de Vice-président du Sénat.

### Mort (2022)

#### Circonstances
Il meurt le 11 janvier 2022 à l’âge de 78 ans dans le 8e arrondissement de Paris des suites de maladie,.

#### Funérailles
Ses obsèques commencent jeudi 17 février par la veillée sans corps à son domicile au quartier Bastos à Yaoundé suivie de la levée du corps le lendemain à l’hôpital général de Yaoundé. Il reçoit un hommage de ses pairs au Sénat avant la messe à la Basilique Marie-Reine des Apôtres de Mvolyé.  Une autre veillée se tient dans son village natal le même jour. La cérémonie d’hommage officiel se déroule samedi 19 février à 11h avant sa mise en terre.